# Decreto Imperial sobre las sepulturas
El llamado Decreto Imperial sobre las Sepulturas o Edicto de Saint-Cloud (en francés: Décret Impérial sur les Sépultures), promulgada por Napoleón en Saint-Cloud el 12 de junio de 1804 (23 pratile anno XII), reunió orgánicamente en dos cuerpos legislativos toda la normativa anterior y fragmentaria sobre cementerios en Francia y los países de la órbita napoleónica, Italia entre ellos.
El decreto, con veintisiete puntos recogidos en cinco epígrafes, establece que las tumbas debían colocarse fuera de las murallas de la ciudad, en cementerios situados a una distancia de entre treinta y cinco y cuarenta metros de la población. Se preveían tumbas individuales para todos los difuntos, una novedad con respecto al pasado, que se vaciarían al cabo de cinco años para dejar sitio a nuevos enterramientos. Se podían colocar marcas distintivas en cada tumba para reconocer al difunto, mientras que se podía obtener una sepultura permanente previo pago. Esta última posibilidad, de hecho accesible sólo a la población más acomodada, significaba que sólo una parte de la ciudadanía podía preservar la memoria de sus seres queridos mediante tumbas permanentes, en las que podían colocarse monumentos funerarios o epitafios. Este edicto tenía, por tanto, dos motivaciones subyacentes: una sanitaria y otra ideológico-política. La gestión de los cementerios existentes se asignó definitivamente a la administración pública en todos los lugares donde se extendió, y no más a la Iglesia. También se prohibieron los enterramientos en lugares de la ciudad y en el interior de las iglesias, con algunas excepciones.
Contrariamente a la creencia popular basada en las denuncias de Ugo Foscolo, el edicto de Saint-Cloud no se transpuso inmediatamente a la legislación de la República y del Reino de Italia. Hubo que esperar al decreto de 3 de enero de 1811 para que el Estado legislara en materia de enterramientos, sin por ello aceptar servilmente el modelo francés, al contrario, desviándose significativamente en algunas cuestiones. Mientras tanto, ante la imperiosa necesidad de regular una materia tan importante y prioritaria, sobre todo en las grandes ciudades, el 5 de septiembre de 1806 las autoridades del Reino decidieron intervenir insertando, en coda al Reglamento sobre policía médica, tres importantes artículos sobre los cementerios.
Estos artículos desencadenaron un «complejo debate público que, desde el mismo periodo de la Revolución, condenó sus excesos, especialmente en lo referente a las fosas comunes, reclamando una recuperación, al menos parcial, de la religion des tombeaux». El artículo 75 prohibía enterrar a los muertos en lugares distintos de los cementerios, necesariamente extraurbanos. El artículo 76, imponía la construcción de estos cementerios en un plazo de dos años. El artículo 77, remitía a un reglamento especial (no publicado hasta enero de 1811) para las precauciones y especificaciones que debían tener estos cementerios, dejando en manos del Magistrado Central de Sanidad las indicaciones necesarias a la espera del nuevo reglamento.

## La reacción de Ugo Foscolo
Si bien las motivaciones higiénicas del edicto, de carácter práctico, y las de igualdad entre ricos y pobres, fruto de una nueva sensibilidad, fueron generalmente aceptadas por la población francesa e italiana, varios intelectuales como Ippolito Pindemonte y Ugo Foscolo comenzaron a criticar el riesgo de que las personas ilustres dejaran de ser recordadas y yacieran junto a los malhechores en enterramientos anónimos o apenas visibles, y de que se abandonara por completo el culto a los muertos. Además, el propio Foscolo también deploró la práctica anterior de enterrar a los muertos en las iglesias como un vestigio medieval antihigiénico, en este caso de acuerdo con el edicto.
Foscolo, como muchos otros escritores de la época, se posicionó en contra del edicto en su escrito Dei Sepolcri, después de haber cambiado su postura inicial (que justificaba la medida napoleónica basándose en la ideología materialista y atea de Foscolo) tras una discusión con su amigo el poeta Ippolito Pindemonte, que ya estaba inmerso en la composición de Cimiteri sobre el mismo tema y se opuso al edicto napoleónico desde el principio